# Фоєвець Олексій Корнійович
Олексій Корнійович Фоєвець  (14 жовтня 1901, село Готменська Буда, тепер Климовського району Брянської області,Російська Федерація — 14 листопада 1961, місто Дніпропетровськ, тепер місто Дніпро) — український радянський партійний діяч, секретар Дніпропетровського обласного комітету КП(б)У, відповідальний секретар Дніпропетровського облвиконкому.

## Біографія
Народився в селянській родині. Трудову діяльність розпочав у восьмирічному віці, наймитував у заможних селян. Потім працював робітником.
З лютого 1919 по 1924 рік служив у Червоній армії, учасник Громадянської війни в Росії. У 1920 році воював на Польському фронті, був тричі поранений.
Член ВКП(б) з 1925 року.
У 1925 році переїхав до міста Кривого Рогу. Працював забійником на шахтах Криворізького басейну.
У 1937—1939 роках — директор Дніпропетровської обласної партійної школи.
У 1939—1941 роках — заступник завідувача організаційно-інструкторського відділу Дніпропетровського обласного комітету КП(б)У.
У 1941 році — 1-й секретар Васильківського районного комітету КП(б)У Дніпропетровської області.
З жовтня 1941 до жовтня 1943 року — в Червоній армії. Учасник німецько-радянської війни. Служив на політичній роботі в 28-й стрілецькій дивізії 6-ї армії Південного фронту, був інспектором організаційно-інструкторського відділу політичного відділу 56-ї армії Північно-Кавказького фронту.
У 1943—1944 роках — 1-й секретар Солонянського районного комітету КП(б)У Дніпропетровської області.
У лютому 1944 (затв. у серпні 1945) — листопаді 1945 року — завідувач організаційно-інструкторського відділу Дніпропетровського обласного комітету КП(б)У.
У листопаді 1945 — вересні 1952 року — секретар Дніпропетровського обласного комітету КП(б)У із кадрів.
У вересні 1952 — березні 1959 року — відповідальний секретар виконавчого комітету Дніпропетровської обласної ради депутатів трудящих. 
З 1959 року — персональний пенсіонер союзного значення в місті Дніпропетровську.
Помер 14 листопада 1961 року після тривалої і важкої хвороби.

## Звання
- батальйонний комісар
- майор

## Нагороди
- орден Трудового Червоного Прапора (23.01.1948)
- орден Червоної Зірки (2.10.1943)
- орден «Знак Пошани» (26.02.1958)
- медаль «За відвагу» (30.10.1942)
- медаль «За оборону Кавказу» (1.05.1944)
- медаль «За перемогу над Німеччиною у Великій Вітчизняній війні 1941—1945 рр.» (1945)
- медаль «За доблесну працю у Великій Вітчизняній війні 1941—1945 рр.» (1945)
- медаль «Партизанові Вітчизняної війни» 1-го ст.